# Borovský potok (přítok Sázavy)
Borovský potok je pravostranný přítok řeky Sázavy v okrese Havlíčkův Brod v Kraji Vysočina. Délka toku činí 17,9 km. Plocha povodí měří 72,9 km².

## Průběh toku
Potok pramení v lesích zhruba 2 km východně od osady Peršíkov, která se nachází severně od Havlíčkovy Borové, v nadmořské výšce 618 m. Po celé své délce teče převážně jihozápadním směrem. Protéká Peršíkovem, okrajem městyse Havlíčkova Borová, níže po proudu osadou Železné Horky. U obce Stříbrné Hory se potok vlévá zprava do Sázavy na jejím 177,8 říčním kilometru v nadmořské výšce 435 m. 

### Větší přítoky
- Jitkovský potok (hčp 1-09-01-025) je pravostranný přítok s plochou povodí 19,8 km².[2]
- Modlíkovský potok (hčp 1-09-01-029) je levostranný přítok s plochou povodí 7,4 km².[2]
- Bělá, zprava, ř. km 6,0

## Vodní režim
Průměrný průtok Borovského potoka nedaleko ústí činí 0,58 m³/s.
Hlásný profil:
| místo         | říční km | plocha povodí | průměrný průtok (Qa) | stoletá voda (Q100) |
| ------------- | -------- | ------------- | -------------------- | ------------------- |
| Stříbrné Hory | 1,00     | 71,42 km²     | 0,581 m³/s           | 47,7 m³/s           |

M-denní průtoky u ústí:
| M [dní]  | Q30  | Q60  | Q90  | Q120 | Q150 | Q180 | Q210 | Q240 | Q270 | Q300 | Q330 | Q355 | Q364 |
| -------- | ---- | ---- | ---- | ---- | ---- | ---- | ---- | ---- | ---- | ---- | ---- | ---- | ---- |
| Q [m³/s] | 1,21 | 0,82 | 0,63 | 0,50 | 0,41 | 0,34 | 0,28 | 0,23 | 0,19 | 0,15 | 0,11 | 0,07 | 0,04 |

N-leté průtoky ve Stříbrných Horách:
| N-leté průtoky | Q1   | Q5   | Q10  | Q50  | Q100 |
| -------------- | ---- | ---- | ---- | ---- | ---- |
| Q [m³/s]       | 11,0 | 21,8 | 27,2 | 41,1 | 47,7 |

## Zajímavosti

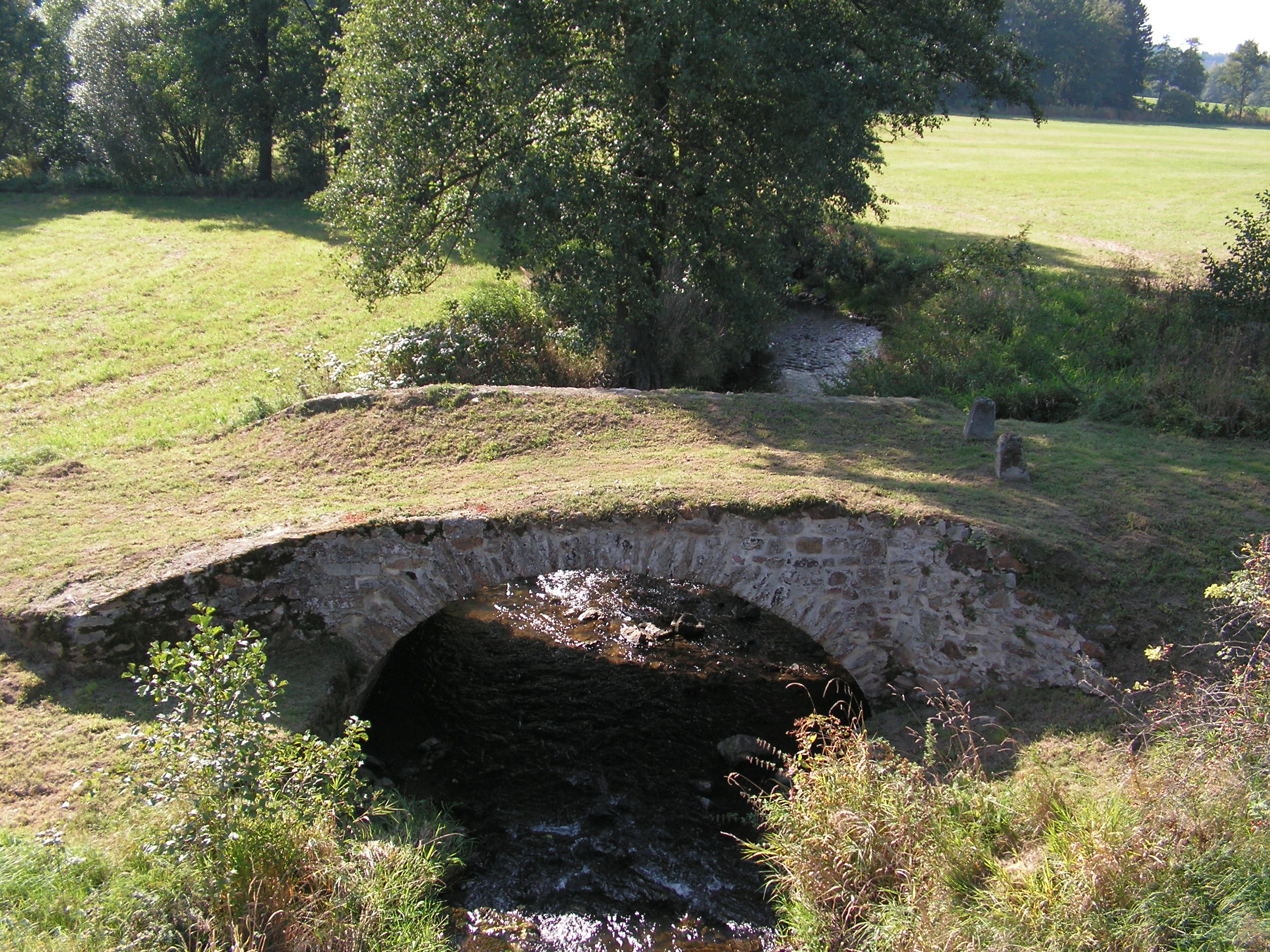
Pohled na starý kamenný most pod obcí Stříbrné Hory

Nedaleko ústí Borovského potoka do Sázavy, jej překlenuje starý kamenný jednoobloukový most, jehož stáří je 400–500 let. Most je památkově chráněn. Rozpětí mostu činí 5,4 m. Jeho celková šířka činí 4,5 m a výška oblouku nad prahy je 1,7 m.